# Kiss and cry

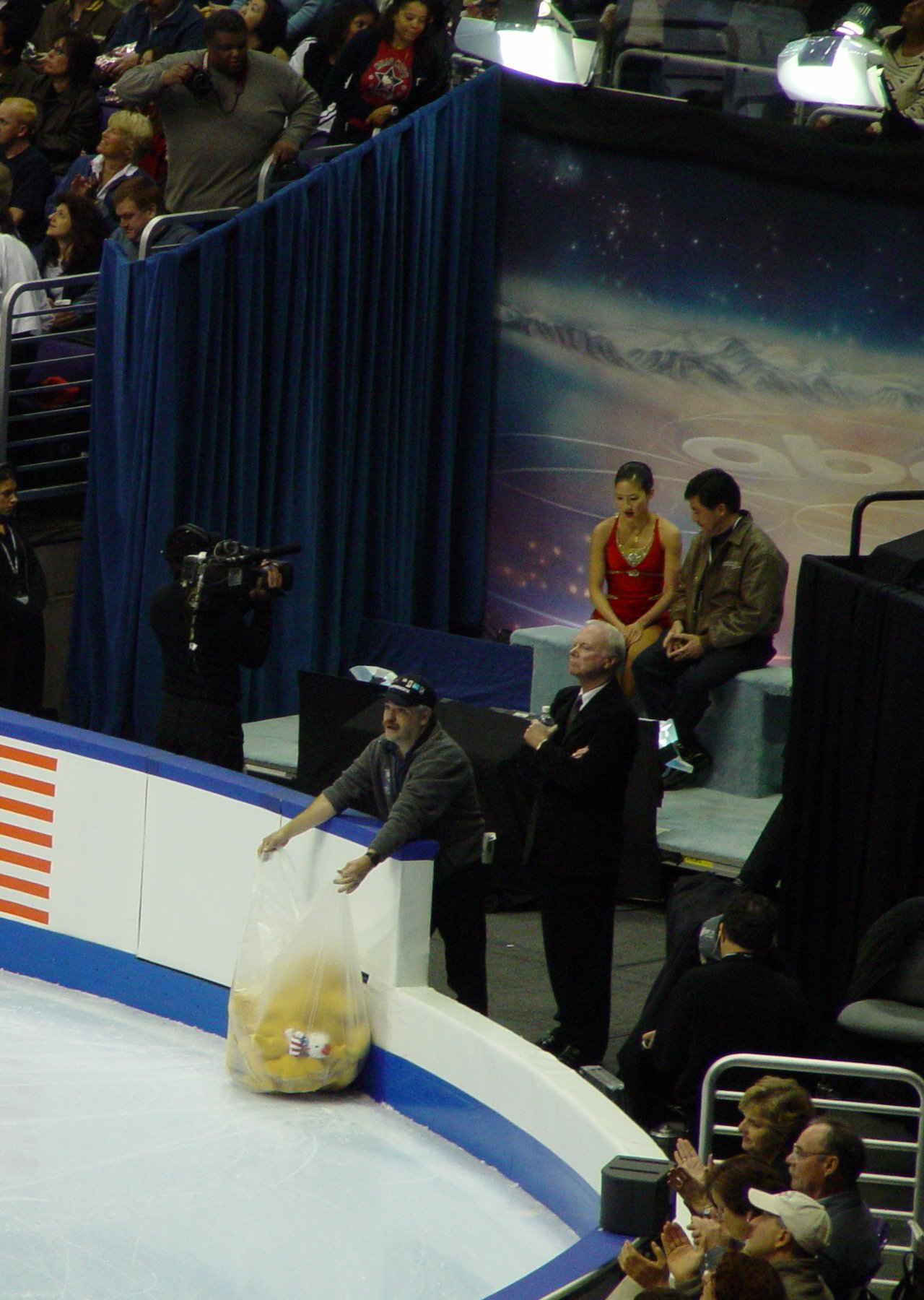
Michelle Kwan nel kiss and cry ai Campionati statunitensi di pattinaggio di figura del 2002

Kiss and cry è il nome che viene dato nel gergo sportivo del pattinaggio di figura all'angolo della pista di ghiaccio dove gli atleti, accompagnati dai loro allenatori, si siedono per attendere i giudizi tecnici e artistici.
Viene chiamato in questo modo poiché qui gli atleti festeggiano la propria prestazione con i loro allenatori o piangono in caso di prove deludenti. Solitamente si trova di lato o alla fine della posta ed è attrezzato con una panchina o delle sedie per allenatori e pattinatori e dei monitor che mostrano i punteggi finali. Può essere decorato con fiori o altri addobbi, specie in caso di diretta televisiva.
Recentemente, il Kiss & Cry è stato allestito anche ad alcune competizioni di ginnastica.

## Storia
Il termine fu coniato per la prima volta dalla pattinatrice finlandese Jane Erkko mentre faceva parte del comitato organizzativo dei campionati mondiali di pattinaggio di figura di Helsinki, nel 1983. Erkko inventò il nome per i tecnici della televisione, che stavano mappando l'arena in previsione dell'evento e volevano sapere come fosse chiamata quella particolare zona.
Il primo Kiss & Cry ufficiale venne allestito l'anno dopo in occasione delle Olimpiadi invernali del 1984, a Sarajevo.
Il termine acquistò popolarità all'inizio degli anni '90 ed è stato adottato ufficialmente dalla International Skating Union, la federazione internazionale di pattinaggio.
Si pensa che il Kiss & Cry abbia contribuito molto a rendere popolare il pattinaggio artistico ed è diventato una parte talmente importante dello sport, che adesso alcune federazioni, tra cui quella degli Stati Uniti, istruisce i pattinatori su come affrontarlo.